# 千鳥蘭
千鳥蘭（学名：Rodriguezia lanceolata），又名紅茹氏蘭，是蘭科茹氏蘭屬植物，分布於特立尼达、巴拿马、哥伦比亚、厄瓜多尔、秘鲁、委内瑞拉、苏里南、圭亚那、法属圭亚那、巴西，常在小安的列斯群岛至中美洲和热带南美洲海拔0－1500米的热带雨林地区附生。
属名是为纪念西班牙植物学家唐·曼紐爾·羅德里格斯（Don Manuel Rodriguez）而命名。
千鳥蘭被列入《濒危野生动植物物种国际贸易公约》（CITES）的附录Ⅱ中。

## 特征

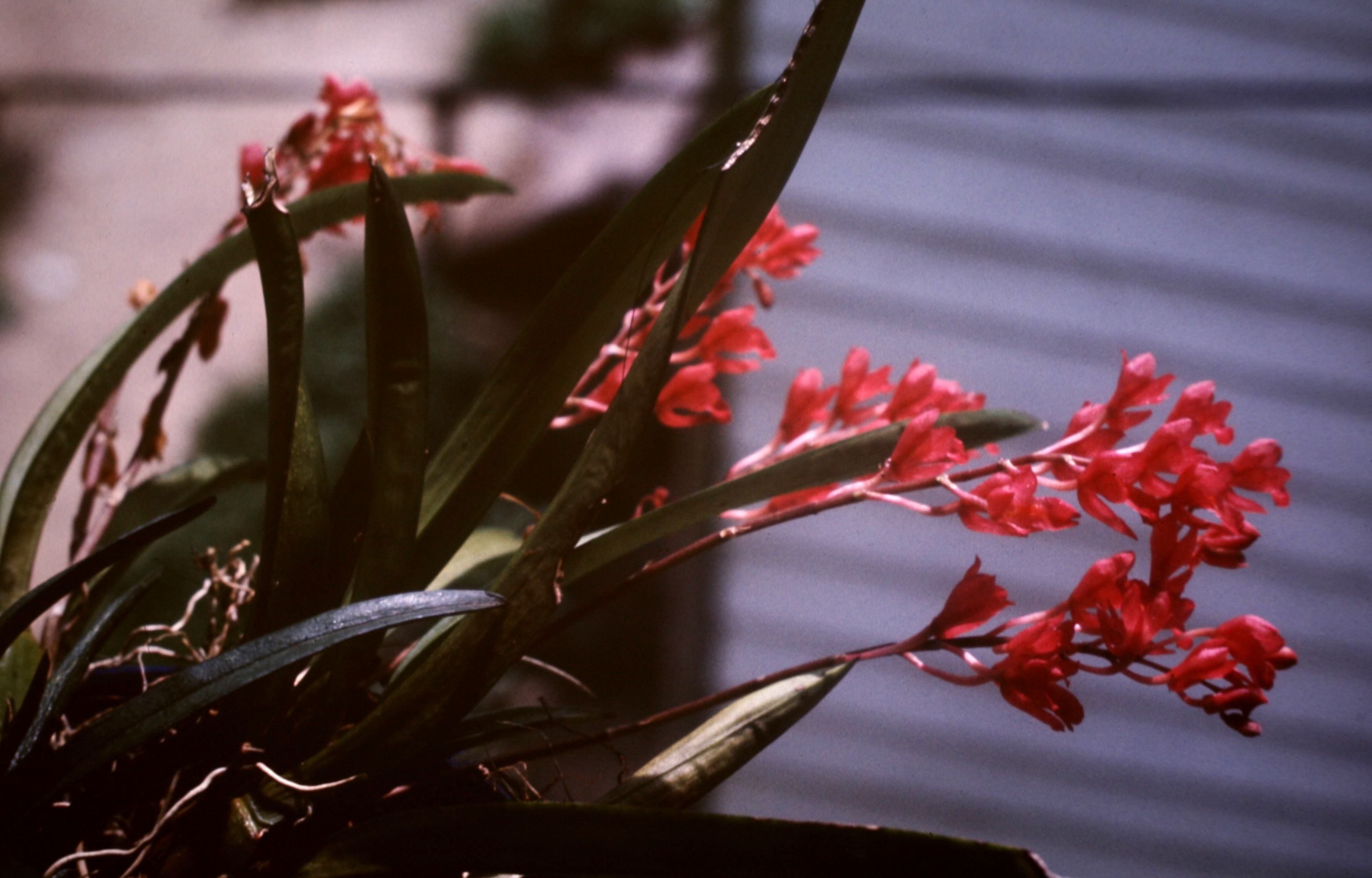

假鳞茎长椭圆形，扁平，长2－3厘米，直径1.5厘米。叶羽状，质硬，狭披针形，长达20厘米，宽3厘米。根多数，部分为气生根，覆以根被。
花茎长35厘米，直立或弓形，总状花序。刚萌芽的植株能长出1－5个假鳞茎。
花深粉红或深红色，直径1.3－2.5厘米。唇瓣长倒卵形，边缘波状，顶端明显凸起，长达1厘米，宽0.5厘米。蕊柱基部具齿。茎具生长锥，近圆柱形。一年开花多次，花期持续2个月。

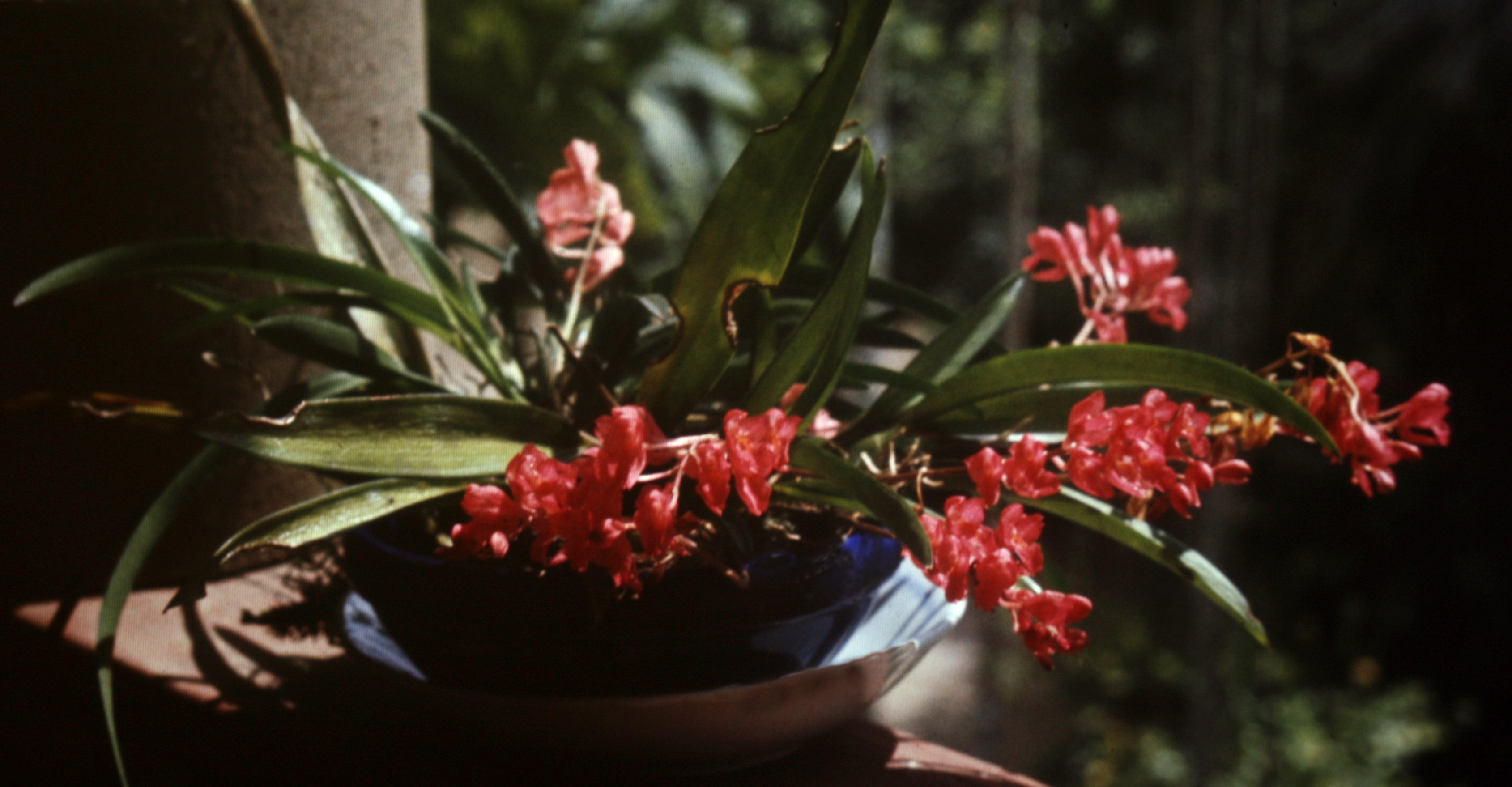

## 栽培
喜温暖或较热的环境，明亮散射光，10－15千勒克斯，环境要保持湿润，但浇水过多会导致真菌和细菌病害。可种植在盆或篮中，或附生在大石块上，因为石块适合其生长。当种植於盆或篮中时，应在底部垫上针叶树的树皮。盆土与泥炭藓应均匀混合。当垫物开始分解後进行移植。